# ویرقتم
ویرقتم (به انگلیسی: Veeraghattam) یک روستا در هند است که در آندرا پرادش واقع شده‌است.